# 勞動女性紀念公園
22°35′40.82″N 120°16′53.24″E / 22.5946722°N 120.2814556°E

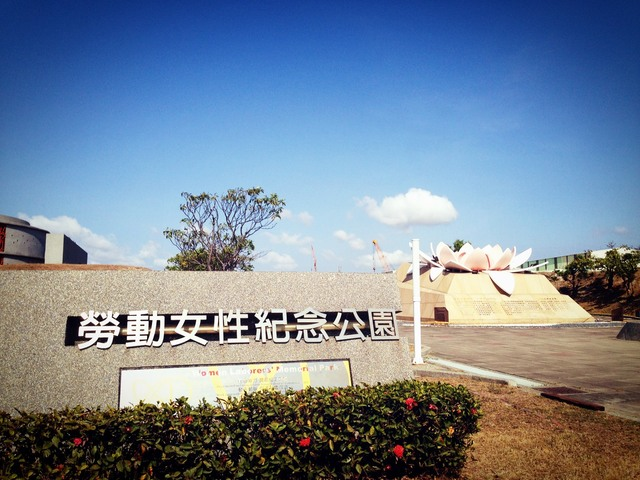
勞動女性紀念公園

勞動女性紀念公園，原為二十五淑女墓，位於臺灣高雄市旗津區，為紀念船難身亡25名年輕女性勞工的墓園。

## 歷史

### 事故背景
當時，因臺灣經濟開始迅速擴張，又許多家庭希望兒子優先接受進一步的教育，於是許多女孩（尤其是長女）往往在國中畢業後立即投入職場，以分攤家計並撫養手足。由於學歷因素，這些女孩大多從事基層勞動工作。同時，這些年輕女性勞工也往往為了爭取全勤而趕著前往上班。

### 事故與安葬
1973年9月3日清晨，一艘由旗津開往前鎮的民營渡輪「高中六號」，在航行途中因超載加上機械故障而翻覆沉沒，造成25名乘客罹難；25名罹難者均為住在旗津中洲地區，任職於前鎮高雄加工出口區的年輕未婚女性，其中更有數位年齡低於16歲（當時法定最低勞動年齡）。
在昔日台灣民間信仰中，認為單身未嫁女性不能列入自家的祖墳與祖先牌位，一般都會採「冥婚」或是「設廟立祠」兩種方式讓其有所依歸。因此，高雄市政府與家屬及地方仕紳協調，決定將她們合葬於中興里與中和里之間，稱為二十五淑女墓；後因興建高雄港第四貨櫃儲運中心，再遷葬至旗津國中今址。

### 更名及改建

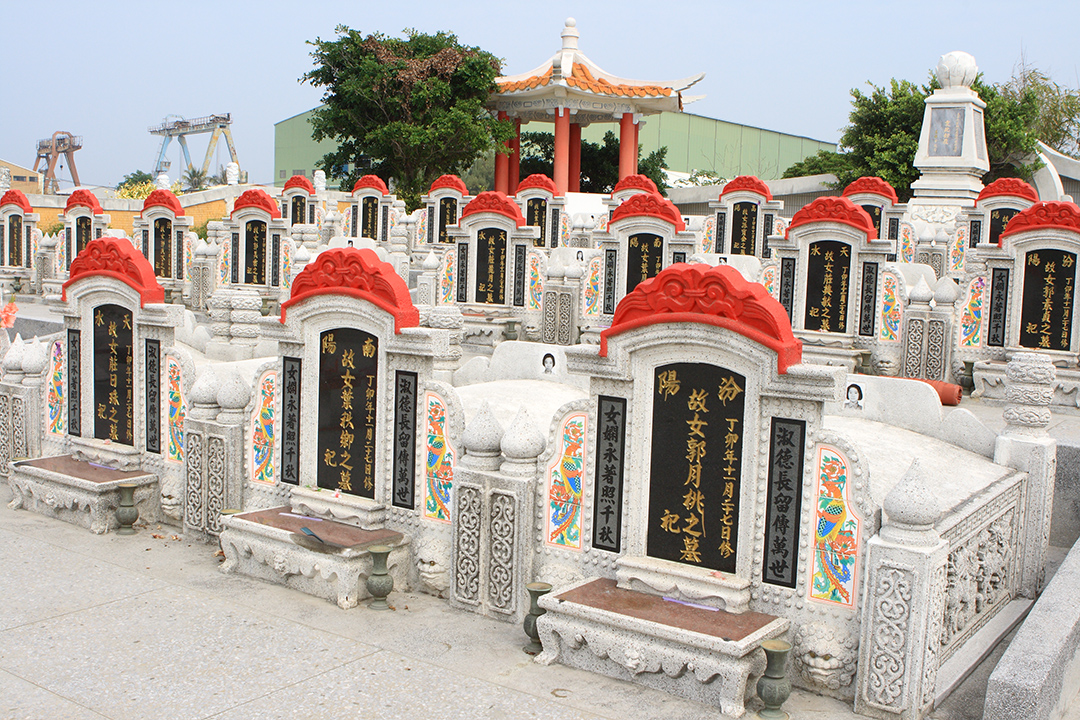
改建前的二十五淑女墓

高雄女性權益促進會於2004年起努力向高雄市政府爭取，希望廿五淑女墓的船難事件所帶來的省思，不應只是對這些女性勞工未嫁的感嘆，而更應看見勞動女性對台灣經濟成長的付出，並且對於勞動議題帶來性別視角的思考，正視不同性別者的勞動權益。
2008年4月28日（國際工殤日），高雄市政府正式把二十五淑女墓更名為「勞動女性紀念公園」。且高雄市政府勞工局往後每年均會於此地舉辦春祭活動，悼念曾為台灣經濟而犧牲付出的女性勞工，並提倡勞動權益的性別平等。

## 傳說
由於罹難者均為未婚女性，因此傳言年輕男子若是於深夜獨自騎機車經過此地，經常會莫名其妙熄火或摔倒，就是這些少女不甘寂寞而惡作劇所造成。也有傳言說在深夜常可見到身穿白衣的少女行走其間。而旗津海水浴場溺水事件頻傳，也有傳言說與這些死於船難的少女有關。
另一方面，家屬對於這些傳說相當排斥，認為是穿鑿附會之說，也對當時無辜受害的少女不公平。

## 交通
- 在渡輪站搭乘高雄市公車到旗津國中站下車後，步行至旗津三路。
- 開車過高雄港過港隧道後，約10至15分鐘可達。
- 規劃中的高雄捷運旗津線（又稱為旗津輕軌）有經過旗津三路，並設有勞動女性紀念公園站。

## 外部連結
- 二十五淑女墓 （页面存档备份，存于）